# Arrondissement Ussel
Arrondissement Ussel je francouzský arrondissement ležící v departementu Corrèze v regionu Limousin. Člení se dále na 8 kantonů a 69 obcí.

## Kantony
- Bort-les-Orgues
- Bugeat
- Eygurande
- Meymac
- Neuvic
- Sornac
- Ussel-Est
- Ussel-Ouest